# Henri-Gatien Bertrand

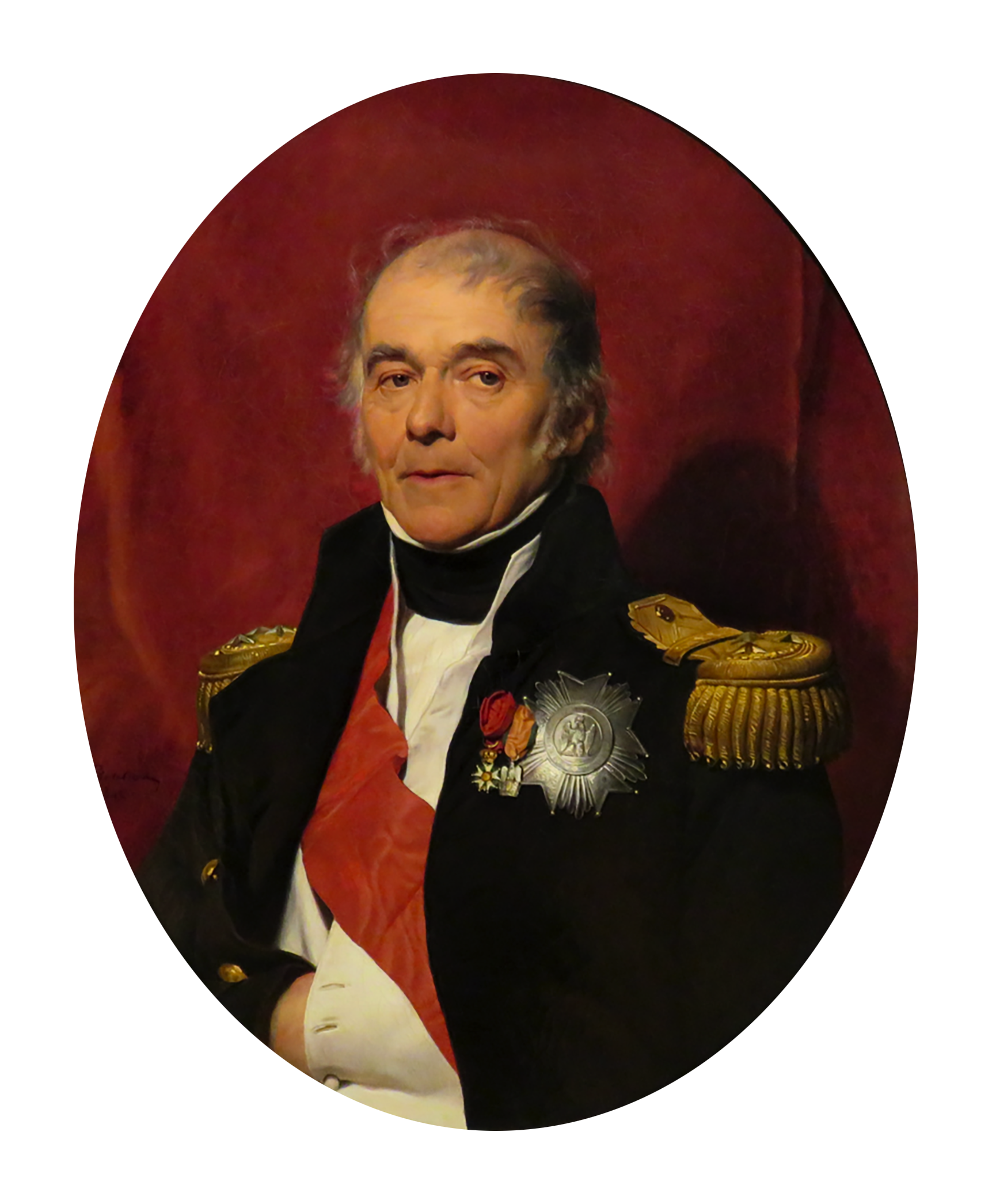
Henri-Gatien Bertrand

Henri-Gatien, comte Bertrand (* 28. März 1773 auf Château Raoul bei Châteauroux, Département Indre; † 31. Januar 1844 ebenda) war ein französischer Général de division, Grand maréchal du palais und einer der engsten Vertrauten Napoleons.

## Leben
Bertrand war ein Sohn des Regionalpolitikers Henri Bertrand und dessen Ehefrau Henriette Boucher. Seinen ersten Unterricht erfuhr er durch Hauslehrer, später wurde er Schüler des Jesuitenkollegs „Henri IV“ in La Flèche (Département Sarthe). Während der Terrorherrschaft der Revolution wurde Bertrand am 17. September 1793 im Rang eines sous-lieutenants der Nationalgarde als Schüler an der „École royale du genie“ in Mézières (Département Ardennes) aufgenommen.
1795 wechselte Bertrand zur Genietruppe (Ingenieurkorps) und diente ein Jahr in der Pyrenäen- und in der italienischen Armee. Als Napoleon Bonaparte seine Ägyptische Expedition plante, war Bertrand im Rang eines Colonel mit in seinem Stab. Als Leiter der Befestigungsbauten von Alexandria konnte er sich weiterhin auszeichnen und wurde dafür zum Général de brigade befördert.
1797 wurde er der Mission des Generals Aubert du Bayet zugeordnet. Nachdem er in der Schlacht bei Austerlitz große Tapferkeit bewiesen hatte, ernannte ihn der Kaiser 1805 zu seinem Aide-de-camp und adelte ihn später zum „comte de l’empire“. 1806 erzielte Bertrand als Général de division die Übergabe der Zitadelle Spandau und zeichnete sich 1807 in der Schlacht bei Friedland aus.
Am 7. März 1808 heiratete Bertrand Elizabeth-Françoise, genannt Fanny, eine Tochter von General Arthur Dillon. Die Eheschließung fand in Paris in der Mairie des 1. Arrondissements statt; die kirchliche Zeremonie Tags darauf auf Château de Saint-Leu bei Hortense de Beauharnais.
Seine Schwiegermutter war eine Cousine von Kaiserin Josephine. Das Paar bekam sechs Kinder, ein Sohn wurde auf der Insel Elba, ein anderer auf St. Helena geboren. Seine Tochter Hortense heiratete 1828 den Abgeordneten Amédée Thayer (1799–1868).
Als General und persönlicher Adjutant folgte er 1809 Napoleon nach Österreich im Zuge des Fünften Koalitionskriegs. Am 15. April verließ Napoleon Paris, am 10. Mai besetzte er bereits Schönbrunn und Wiens Vorstädte. Hier führte Bertrand neben Alexandre-Pierre Navelet de La Massonnière die Leitung über den Aufbau einer Batterie von 20 Kanonen auf einer Anhöhe bei den Hofstallungen, womit die Innere Stadt in der Nacht vom 11. auf den 12. Mai 1809 bombardiert wurde. In einer, kurz nach dem Fall der Stadt, folgenden Episode in der Lobau, trug Bertrand in beratender Funktion zum Bau der Brücke bei Ebersdorf bei, zum Übersetzen der Grande Armée ans andere Donauufer.
1812 nahm er am russischen Feldzug teil. 1813 befehligte er das Reserve- oder IV. Armeekorps in den Schlachten bei Großgörschen, Bautzen, Großbeeren und Dennewitz. Am 3. Oktober gelang es ihm nicht, den Elbübergang Yorcks bei Wartenburg zu verhindern. In der Völkerschlacht bei Leipzig schützte er am 16. und 18. Oktober in Lindenau die Straße nach Thüringen, deckte dann den Rückzug an den Rhein und nach der Schlacht bei Hanau den Rheinübergang bei Mainz. Nach Durocs Tod ernannte ihn der Kaiser zum Oberhofmarschall (Grand maréchal du palais).
1814 begleitete er den Kaiser nach Elba und war Napoleons treuer Ratgeber während dessen Herrschaft der Hundert Tage, ebenso kämpfte er an seiner Seite bei Waterloo. Nach der endgültigen Niederlage Napoleons folgte ihm Bertrand mitsamt seiner Familie im Oktober 1815 nach St. Helena und blieb dort bis zum Tode Napoleons 1821. Das von ihm während dieser Zeit geführte Tagebuch wurde später von Paul Fleuriot de Langle (1897–1968) als kommentierte Buchausgabe veröffentlicht. Im Exil war Bertrand neben Montholon einer der engsten Vertrauten Napoleons, so war er neben Letzterem auch einer seiner beiden Testamentsexekutoren. An Napoleons Obduktion am 6. Mai und dessen Begräbnis am 9. Mai 1821 auf St. Helena war Bertrand ebenfalls beteiligt, unter anderem als Sargtuchträger. Nach Europa kehrte er zusammen mit dem Rest von Napoleons Gefolge an Bord der HMS Camel zurück und landete am 2. August 1821 an der Reede von Spithead im nordöstlichen Teil der Isle of Wight. Zusammen mit seiner Frau und den vier Kindern, Montholon und Antommarchi ging er für die erste Zeit nach London. An eine Rückkehr nach Frankreich war zunächst nicht zu denken, da Bertrand in Abwesenheit am 7. Mai 1816 in Paris wegen Verrats an König Ludwig Ludwig XVIII. zum Tode verurteilt worden war. Die britische Hauptstadt erreichten sie am 5. August abends und wohnten für die erste Zeit im Brunets Hotel am Leicester Square. Erst im Oktober 1821 wurde Bertrand vom französischen König begnadigt und wieder in seine alten Rechte, Titel und Würden eingesetzt und konnte daraufhin in die Heimat zurückkehren.
In Paris angekommen, versuchten er und Montholon in ihrer Rolle als Testamentsexekutoren Teile des Nachlasses von Napoleon für sich einzulösen. Napoleon hatte 1815 im Pariser Bankhaus Laffitte beinahe 6 Millionen Francs hinterlegt. In einem Schreiben vom 25. April 1821 ermächtigte er Montholon zum Empfang dieser Summe. Doch Laffitte weigerte sich, das Geld an Montholon und Bertrand auszubezahlen mit der Begründung, dass der Rechtstitel, auf welchen die beiden sich beriefen, ihn nicht genügend ermächtige, ihnen die in seiner Verwahrung befindlichen Summen auszuhändigen. Die Folge war ein Gerichtsprozess der beiden gegen das Bankhaus Laffitte. Der Prozess war für den 9. Februar 1822 anberaumt und sollte in erster Instanz vor der ersten Kammer des Pariser Gerichts verhandelt werden. Jedoch verschob er sich ex officio um 14 Tage. Im Prozess selbst wiederholte Laffitte seine Begründung, dass Napoleons Ermächtigungsbrief keine rechtsgültige Urkunde sei und außerdem weder der Erblasser (Napoleon) noch der Erbe (Montholon) irgendetwas verfügen oder eine Erbschaft in Frankreich antreten könnten, nachdem die königlichen Verordnungen vom 6. März 1815 und vom 12. Jänner 1816 sie beide für bürgerlich tot erklärt hätten. Es wurde kein Beschluss gefasst und die Weiterführung der Gerichtsverhandlung vertagt. Am Ende fand ein außergerichtlicher Vergleich zwischen Bertrand und Montholon und Laffitte statt. Neben diesem Prozess betrieben Bertrand und Montholon weiterhin laufend die Ausführung des letzten Willens Napoleons, wodurch sie regelmäßigen Kontakt z. B. mit der österreichischen Regierung (in Form des Pariser Botschafters Baron Vincent), dem Herzog von Leuchtenberg oder ihrer ehemaligen Kaiserin Marie Louise, der nunmehrigen Herzogin von Parma, hatten.

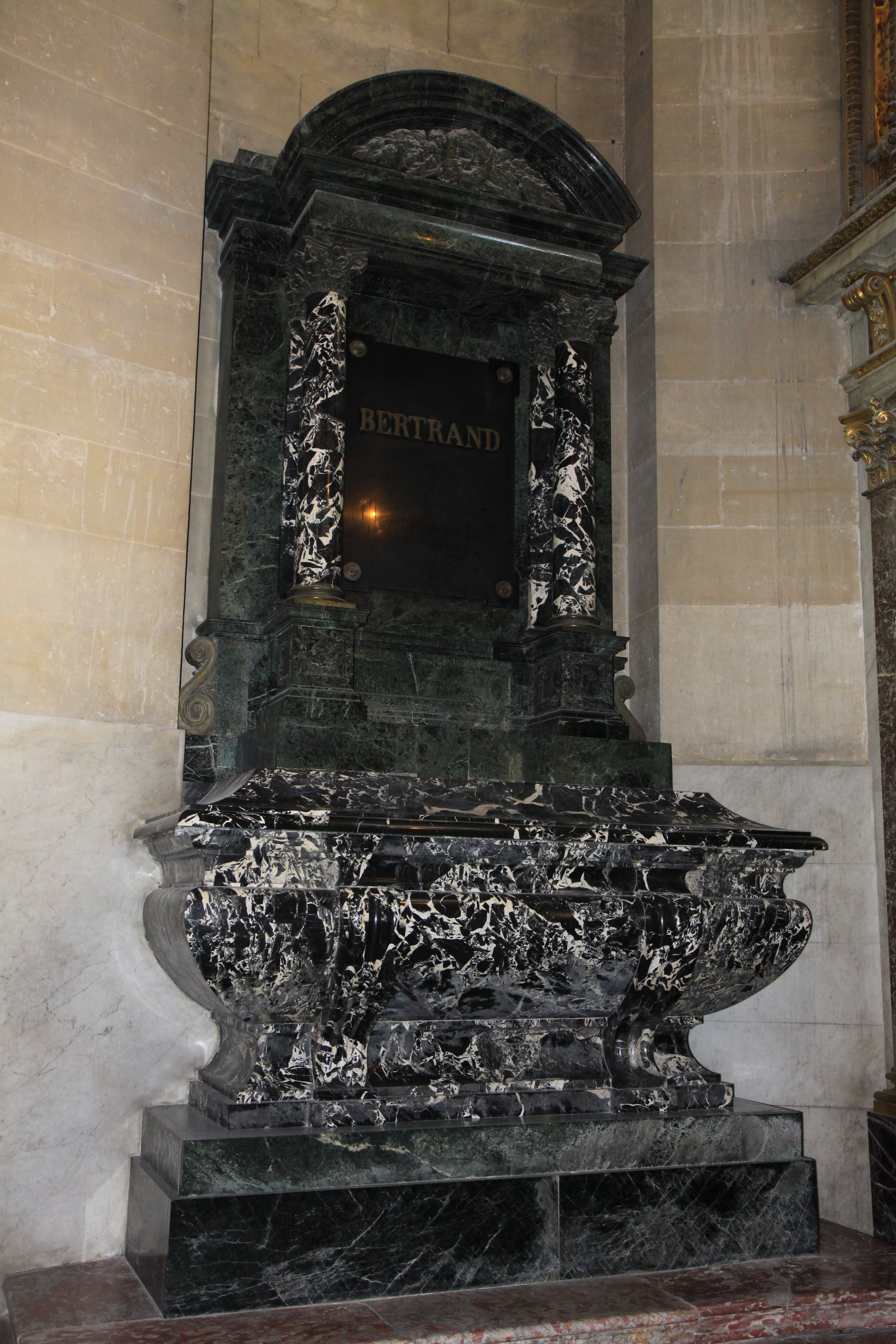
Grab im Invalidendom

Nach der Julirevolution von 1830 wurde Bertrand in die Abgeordnetenkammer gewählt und schloss sich hier der liberalen Partei an. Als 1834 seine Wiederwahl scheiterte, zog er sich auf sein Schloss bei Châteauroux zurück. 1840 wurde Bertrand zusammen Julien Pierre Anne Lalande von König Louis-Philippe I. damit betraut, die sterblichen Überreste Napoleons von St. Helena nach Frankreich zu überführen. Unter Kapitän François d’Orléans, prince de Joinville, segelte diese Abordnung auf der Fregatte „Belle Poule“. Diese Aktion bekam im Volksmund die Bezeichnung „retour des cendres“.
Bertrand war mit den Vorbereitungen zur Herausgabe der Memoiren Napoleons beschäftigt, als er am 31. Januar 1844 in Châteauroux starb. Dort fand er auch seine letzte Ruhestätte. Am 5. Mai 1847 fand die Umbettung in den Invalidendom in Paris statt. Bertrands Grab ist dort nahe dem Napoleons und neben dem von General Duroc.

## Trivia
Der Schriftsteller Alexandre Dumas der Ältere erinnerte in seinem Roman „Der Graf von Monte Christo“ an General Bertrand. Die ersten Teile dieses Romans erschienen im Todesjahr Bertrands als Fortsetzung im Journal des débats. Der Schriftsteller Victor Hugo erwähnt General Bertrand mehrfach im zweiten Band „Cosette“ seines Romans Die Elenden.

## Ehrungen
- 1808: Comte de l’Empire
- 1813: Grand maréchal du palais
- Großkreuz der Ehrenlegion
- Sein Name findet sich am östlichen Pfeiler (14. Spalte) des Triumphbogen am Place Charles-de-Gaulle (Paris)
- Die „Rue du général Bertrand“ in Châteauroux wurde ihm zu Ehren benannt
- Das Stadtmuseum in Châteauroux trägt den Namen „Musée Bertrand“. Das Gebäude selbst ist als Monument historique eingetragen.